# Fritz Metzger

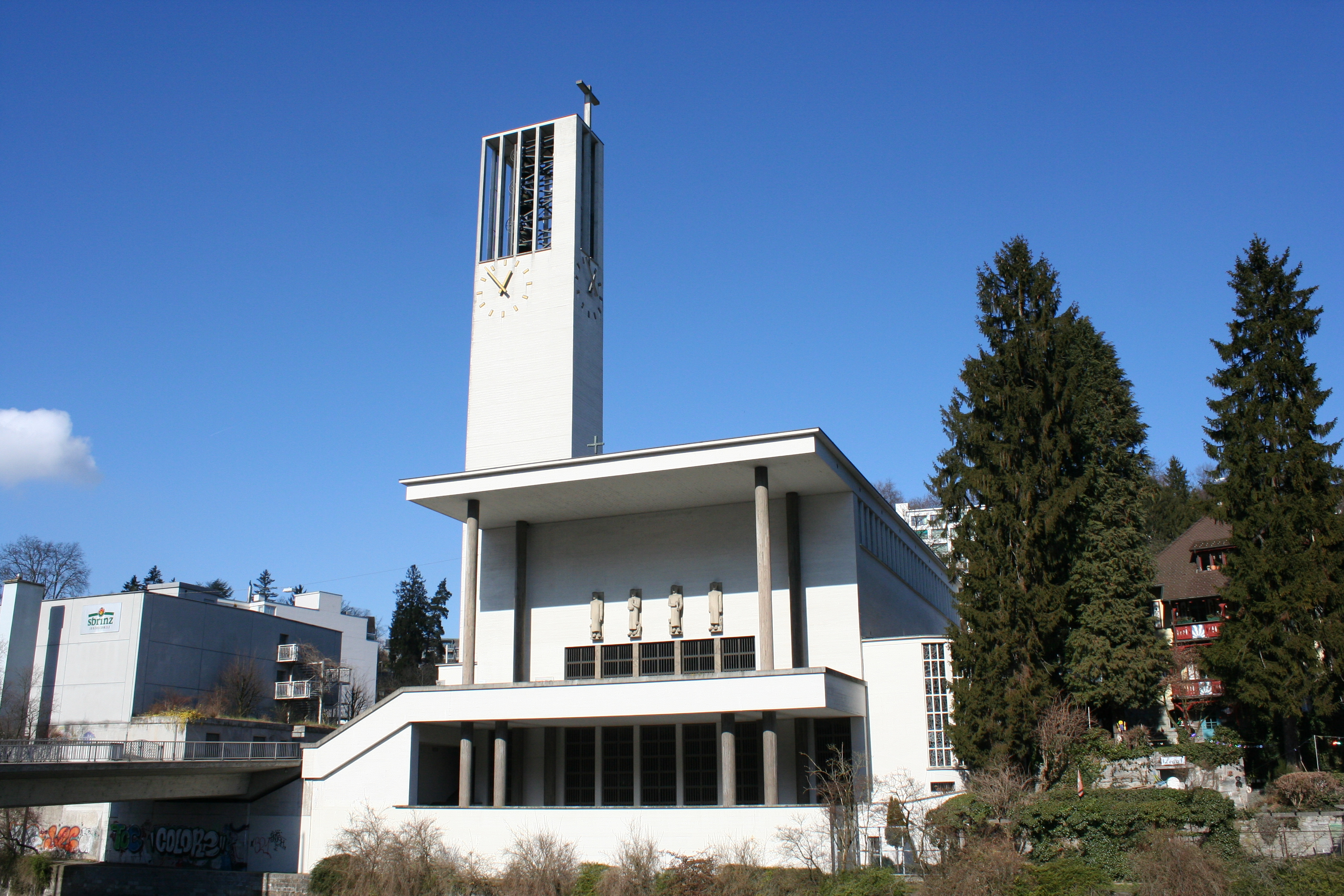
Kirche St. Karl, Luzern (1932 – 1934)

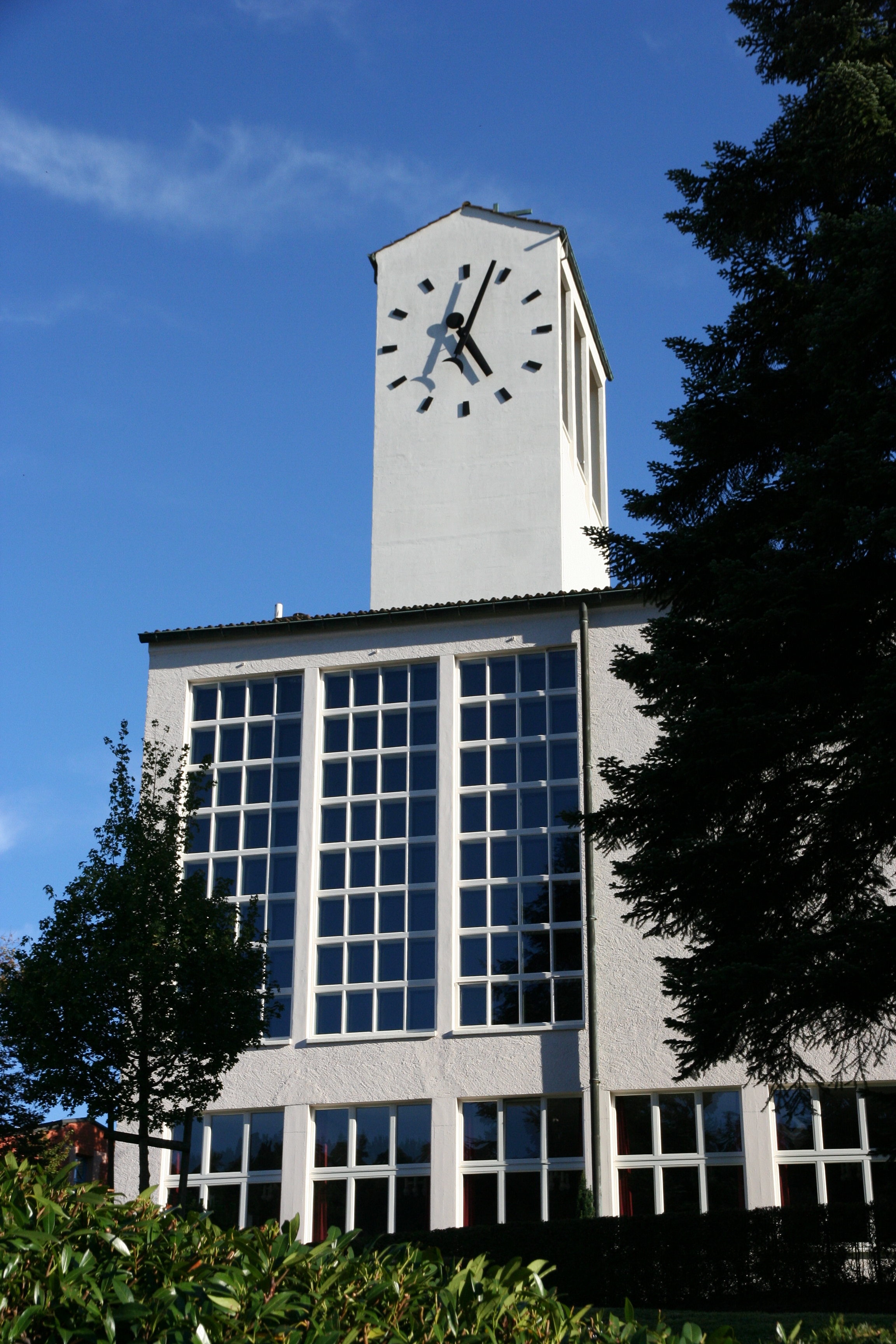
Kirche St. Gallus, Oberuzwil (1934 – 1935)

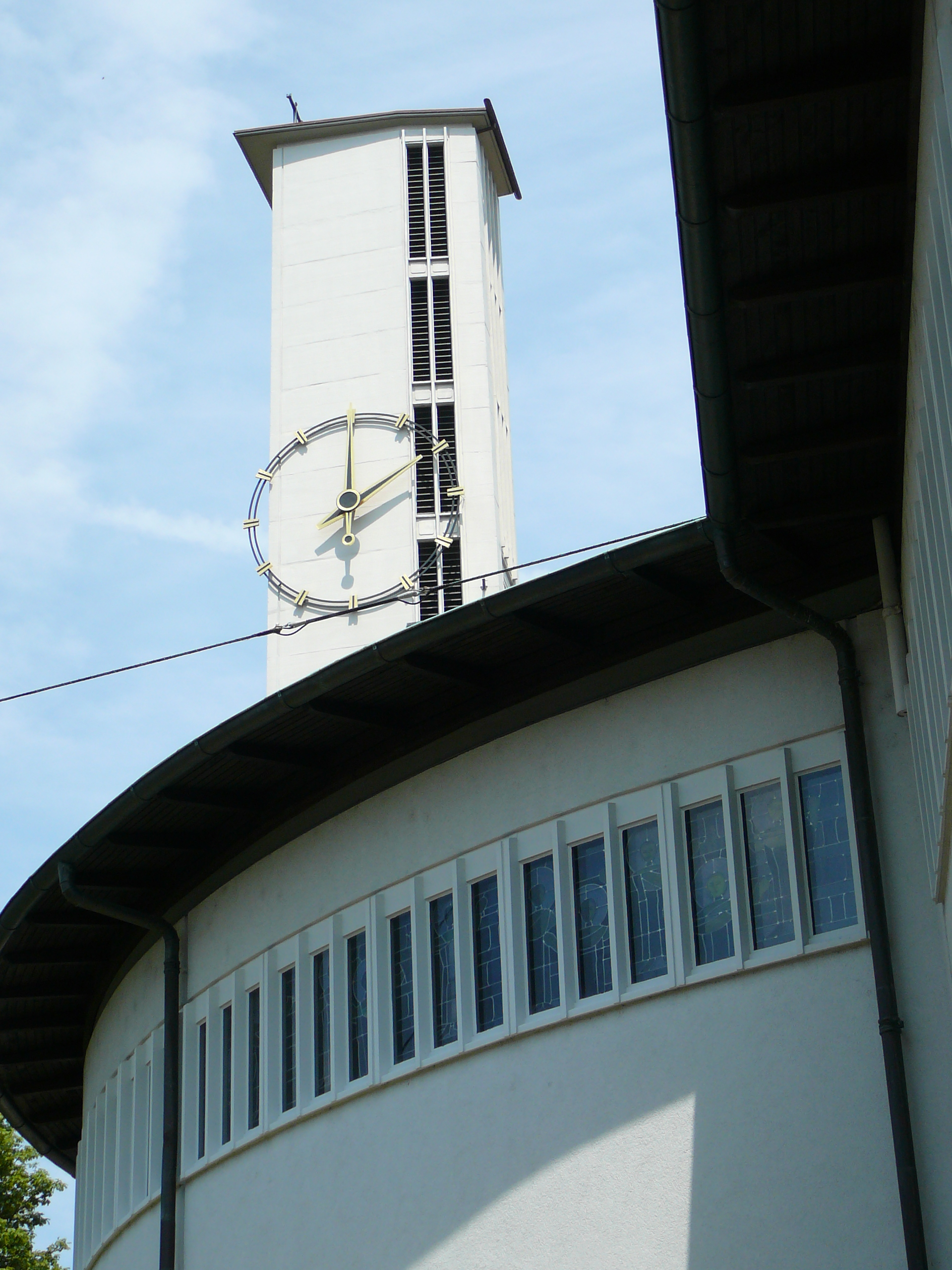
Kirche St. Felix und Regula, Zürich-Hard (1949–1950)

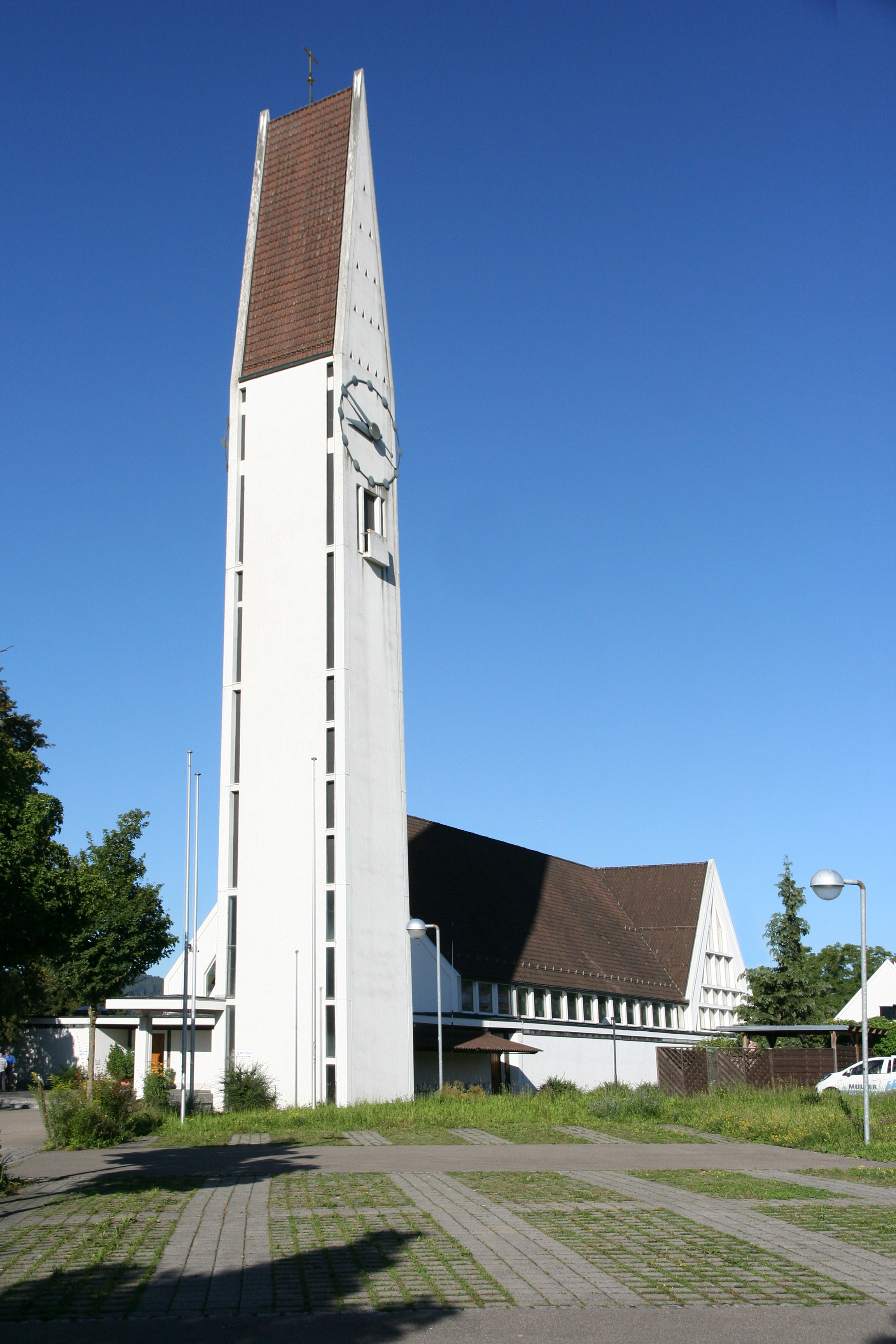
Kirche St. Johannes, Wängi TG (1957–1958)

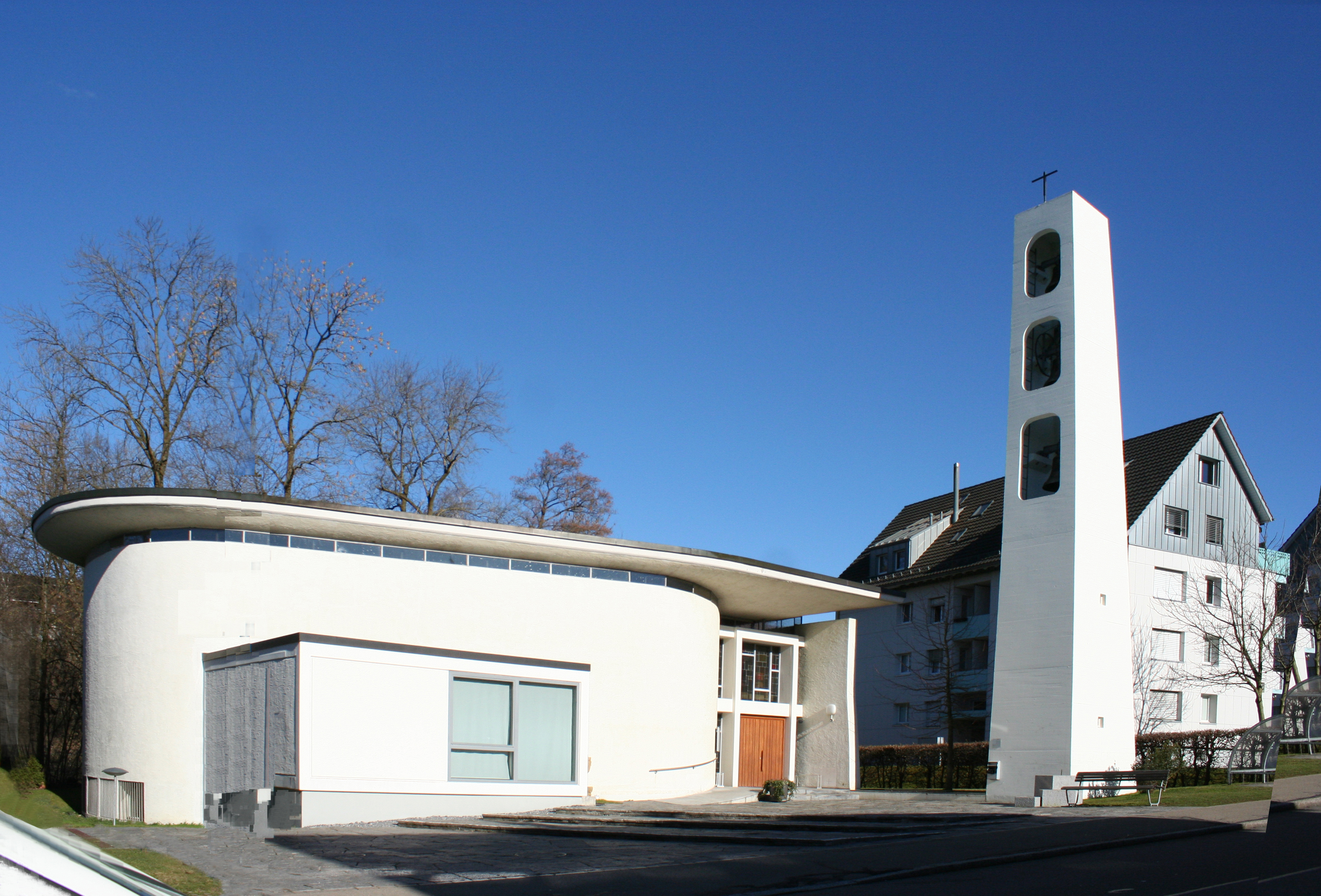
Kirche Maria Krönung, Gossau ZH (1958–1959)

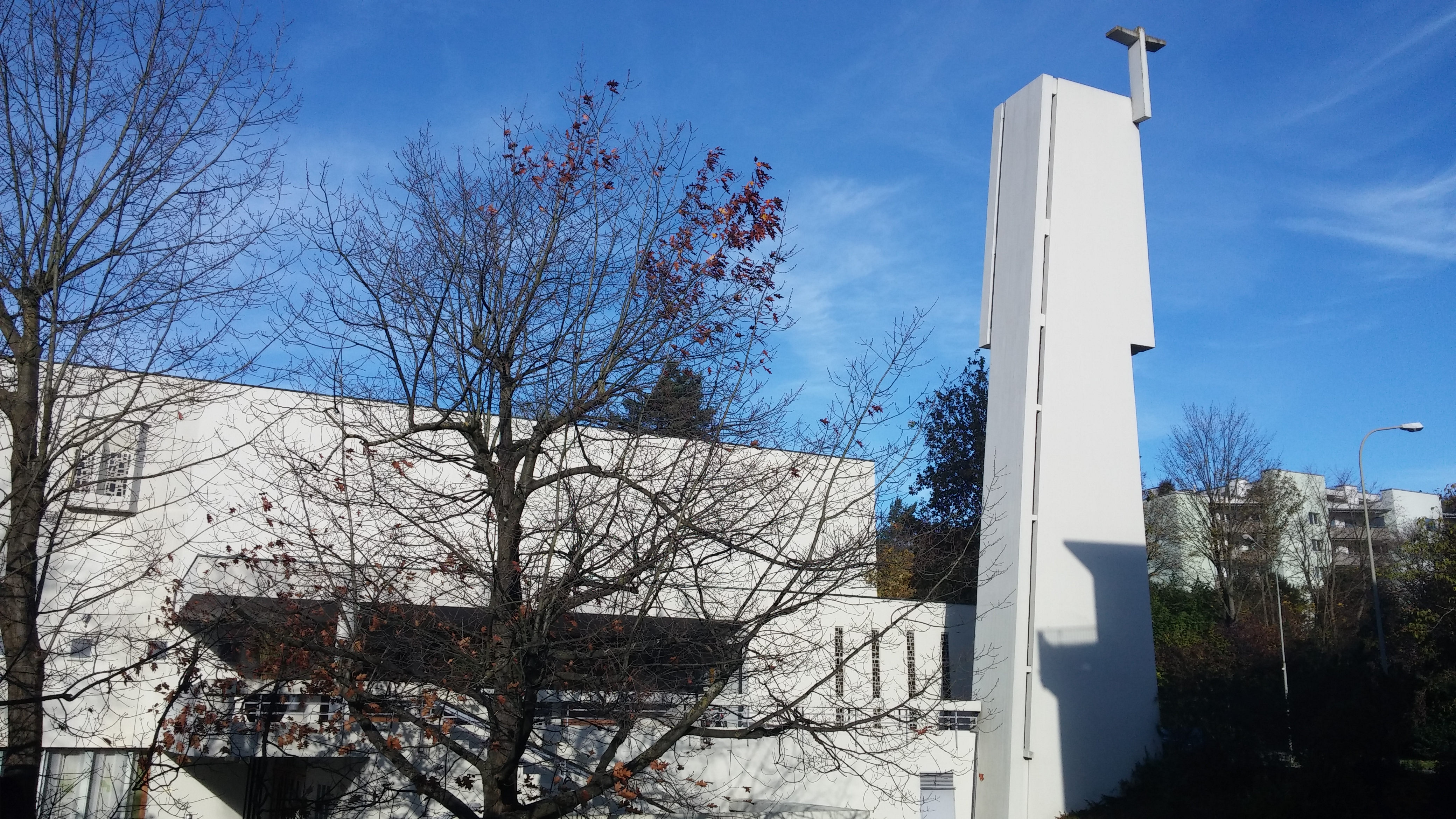
Kirche St. Mauritius, Oberengstringen (1962–1963)

Fritz Metzger (* 3. Juli 1898 in Winterthur; † 13. August 1973 in Zürich) war ein Schweizer Architekt. Er zählt zu den wichtigsten Vertretern der schweizerischen katholischen Kirchenarchitektur zwischen 1928 und 1968.

## Leben und Werk
Metzger studierte an der ETH Zürich bei Karl Moser, dessen Kirche St. Antonius in Basel für den modernen schweizerischen Kirchenbau Massstäbe setzte. 1932 erhielt Fritz Metzger nach einem national ausgeschriebenen Architekturwettbewerb den Auftrag für den Bau der Kirche St. Karl in Luzern. Diese Kirche realisierte er im Stil des Neuen Bauens, der damals genauso wie die expressionistische Malerei als entartet und bolschewistisch gebrandmarkt wurde. Der Bau dieser Kirche gilt als der erste eigentlich moderne Kirchenbau der Schweiz und als Schlüsselwerk des Neuen Bauens, da für die Kirche einerseits das Baumaterial Beton formal konsequent eingesetzt und der neuen Ästhetik untergeordnet wird. Zudem nimmt diese Kirche als erste in der Schweiz im Raumkonzept die Forderungen der Liturgischen Bewegung nach tätiger Teilnahme der Gläubigen am Gottesdienst auf. Die Kirche St. Theresia, Zürich-Friesenberg wird als weiteres exemplarisches Beispiel des Neuen Bauens gesehen. Der Grundriss dieser Kirche mit nur einem Seitenschiff ist asymmetrisch konzipiert und die kleinen Fenster, die an den Seitenwänden der Kirche weit oben angebracht sind, verhindern den Blick nach draussen. So konzentriert der Kirchbau den Blick des Gottesdienstbesuchers auf das liturgische Geschehen.
Während des Zweiten Weltkriegs rückte Fritz Metzger vom Konzept der Longitudinalkirche ab. Die beiden gleichzeitig 1949–1950 errichteten Kirchen St. Felix und Regula, Zürich-Hard, und St. Franziskus, Riehen, gaben europaweit Impulse für die Auseinandersetzung mit der Frage nach einer liturgiegerechten Bauweise. Beeinflusst vom deutschen Kirchenarchitekten und -theoretiker Rudolf Schwarz versuchte Fritz Metztger durch neue Grundrisse (die Kirche St. Franziskus, Riehen ist in Trapezform, die Kirche St. Felix und Regula in der Form eines Querovals erbaut), der tätigen Teilnahme der Gläubigen am liturgischen Geschehen stärkeren Ausdruck zu verleihen. Auf diese Weise setzte Fritz Metzger eine zentrale Forderung der Liturgischen Bewegung der 1930er Jahre um; zugleich nahm Metzger damit ein wesentliches Element der Liturgiekonstitution des Zweiten Vatikanischen Konzils vorweg, die in den 1960er Jahren diese Forderung für die katholische Liturgie weltweit festschrieb. Nachfolgende Generationen von Architekten haben Fritz Metzgers Intention in der zweiten Hälfte des 20. Jahrhunderts aufgegriffen und weiterentwickelt.
Fritz Metzger schrieb über seine Sakralbauten: „Wir müssen unser Denken mit dem Gemeinschaftssinn, mit dem Interesse für die andern, mit dem Interesse für die Kirche durchdringen. Wir wollen immer bewusster am Gottesdienst teilnehmen und immer mehr Gemeinschaft werden. Das soll dem religiösen Leben eine nachhaltige und tief gemeinschaftliche Note geben. Die alte Zeit und die alte Kirche bedeuteten vielfach Trennung, Absonderung. Die neue Kirche und die neue Zeit verlangen Bindung, Zusammenhalten, Gemeinschaft. Unsere Religion ist die Religion der Gemeinschaft. Danach wird einmal die Welt gerichtet. Wer Gemeinschaft lebt, ist gerettet; wer sie schlecht lebt, ist verloren.“

## Bauten (Auswahl)
- 1932–1933: Kirche St. Theresia, Zürich-Friesenberg
- 1932–1934: Kirche St. Karl, Luzern
- 1933–1935: Kirche Maria Lourdes, Zürich-Seebach
- 1934–1935: Kirche St. Gallus, Oberuzwil SG
- 1937–1938: Katholische Kirche Maria Himmelfahrt Schönenwerd SO mit Ingenieur Emil Schubiger[8]
- 1939: Pavillon für kirchliche Kunst an der Schweizerischen Landesausstellung 1939
- 1939: Unterrichtsgebäude Militärflugplatz Dübendorf
- 1944: Schulpavillon Maienstrasse Zürich
- 1947: Saleshaus Schwyz SZ
- 1947–1948: Schulhaus Bernarda, Altdorf UR
- 1947–1948: Institut der ETH Zürich für Hochfrequenz und Schwachstromtechnik
- 1949–1950: Kirche St. Franziskus, Riehen BS
- 1949–1950: Kirche St. Felix und Regula, Zürich-Hard
- 1952: Kirche St. Marien, Basel (Umgestaltung)
- 1952–1953: Kirche St. Anton Obbürgen Stansstad NW
- 1954: St. Anna-Kapelle Luzern
- 1955–1956: Kirche Bruder Klaus, Gerlafingen SO
- 1957–1958: Kirche St. Johannes Wängi TG
- 1957–1958: Kirche St. Margaretha, Rickenbach LU
- 1958–1959: Kirche Maria Krönung, Gossau ZH
- 1959–1960: Kirche St. Sebastian Rebstein SG
- 1960: Primarschulhaus Burgerau Rapperswil SG
- 1960–1961: Kirche St. Maria Königin, Sitterdorf TG
- 1960–1961: Kirche Bruder Klaus, Liestal BL
- 1962–1963: Kirche St. Mauritius, Oberengstringen ZH
- 1965–1967: Kirche St. Peter und Paul, Allschwil BL
- 1965–1967: Kirche St. Pankratius Oberkirch LU
- 1967–1968: Kirche S.S. Trinità Mailand